# 張睿元
張睿元（韓語：장예원，1990年7月14日—），韓國新聞主播、播音員。

## 演藝簡歷
2013年3月4日在SBS第18期播音員公開招聘中入社，當時正就讀於淑明女子大學傳媒系，成爲最年輕合格者從而受到關注。
2014年巴西世界盃期間，張睿元獲派駐擔任SBS駐巴西的體育記者。在新聞片段中，張睿元身穿球衣，對鏡頭回眸一笑。該新聞片段在播出後引起大量關注，張睿元的知名度也大幅提高。2018年世界盃，張睿元再次跟隨韓國國家隊出訪俄羅斯，並與前國家隊隊長朴智星擔任旁述。
2020年8月，張睿元向工作了7年的SBS提交了辭呈，計劃轉任自由撰稿人。9月11日，在擔任主持的廣播節目「張睿元的Cine Town」最終集發表退社感想。10月5日，韓國有視電視台tvN宣佈張睿元將擔任新綜藝節目“세얼간이”的主持。12月9日正式加入韓國最大經紀公司SM娛樂的子公司SM C&C成為旗下藝人。

## 綜藝節目

### 特備節目/典禮主持
| 播出日期       | 電視頻道 | 節目名稱                 | 備註             |
| 2019年12月28日 | SBS      | SBS演藝大賞 (時光機單元) | 與金希澈、梁世炯 |

### 綜藝固定出演/主持
| 播放日期       | 播放日期      | 電視頻道 | 節目名稱          | 集數 | 備註                                           |
| 首播           | 終映          | 電視頻道 | 節目名稱          | 集數 | 備註                                           |
| 2014年1月5日   | 進行式        | SBS      | TV動物農場        |      | 與申東燁、丁善姬、Tony An                      |
| 2015年1月3日   | 進行式        | SBS      | 連接！Movie World |      | 與金素媛、金周宇                               |
| 2015年1月7日   | 2016年3月23日 | SBS      | 深夜TV演藝        | 63集 | 與尹道賢                                       |
| 2016年12月19日 | 2018年1月13日 | SBS      | Game show遊戲樂樂 | 50集 | 與金希澈、裴成宰、洪榛浩、李陳鎬、金素慧、達淵 |
| 2020年2月5日   | 進行式        | SBS      | 深夜正式演藝      |      | 與金九拉                                       |

### 綜藝嘉賓出演
| 播出日期   | 電視頻道 | 節目名稱     | 集數   | 備註                                                |
| 2015/06/08 | SBS      | Healing Camp | EP-187 | 與Don Spike、徐章煇、金峻鉉、朴修弘、李洙赫、金英光 |
| 2019/09/01 | SBS      | Running Man  | EP-466 | 與金叡園、Sunny、宣美                               |
| 2019/09/08 | SBS      | Running Man  | EP-467 | 與金叡園、Sunny、宣美                               |

## 廣播節目
| 播放日期      | 播放日期      | 廣播頻道     | 節目名稱          | 備註                                          |
| 首播          | 終映          | 廣播頻道     | 節目名稱          | 備註                                          |
| 2019年2月11日 | 2020年1月27日 | SBS Power FM | 裴成宰的TEN       | 星期一的固定嘉賓                              |
| 2017年6月9日  | 2018年7月18日 | SBS Podcast  | 聽力書店          | 與李仁權共同主持「장예원, 이인권의 밤 詩 간」 |
| 2014年10月6日 | 2017年3月19日 | SBS Power FM | 像今天一樣的夜晚  |                                               |
| 2020年2月3日  | 2020年9月11日 | SBS Power FM | 張睿元的Cine Town | 因張睿元退社而更換主持                        |

## 宣傳大使
- 2015年4月10日大韓民國空軍宣傳大使。
- 2015年6月26日韓國統計廳人口住宅及農漁業總调查宣傳大使。
- 2016年6月29日韓國第20屆國会動物福利國會論壇宣傳大使。
- 2016年7月22日2018平昌冬奥暨冬季殘奧會播音員形象大使。

## 提名與獲獎列表
| 年度   | 頒獎典禮             | 獎項                      | 作品                 | 結果 |
| 2015年 | SBS第3季度展望實踐獎 |                           |                      | 獲獎 |
| 2015年 | 播音員大賞           | 綜藝部門TV進行獎          |                      | 獲獎 |
| 2015年 | SBS演藝大獎          | 廣播類新人獎              | 《像今天一樣的夜晚》 | 獲獎 |
| 2018年 | 第四屆體育營銷大獎   | 體育主播/解说員部門特别獎 |                      | 獲獎 |

## 外部連結
- 張睿元的Instagram帳戶
- 張睿元的Youtube頻道 （页面存档备份，存于） 